# メフディ・タフラト
メフディ・タフラト（Mehdi Tahrat 、1990年1月24日 - ）は、フランス・ムードン出身のプロサッカー選手。アルジェリア代表。ポジションはDF。

## クラブ経歴
2014年7月、リールのリザーブチームからフランス全国選手権のパリFCに移籍。
2018年1月、アンジェSCOからヴァランシエンヌFCに半年間期限付き移籍。

## 代表歴
2015年9月、ギニア代表とセネガル代表との親善試合で初召集。

## タイトル

### 代表
- アフリカネイションズカップ：2019